# Erythrodiplax tenuis
Erythrodiplax tenuis ist eine Libellenart aus der Unterfamilie Sympetrinae. Sie wurde 1942 durch Borror in seiner Revision der Gattung beschrieben und in die Basalis-Gruppe eingeordnet. Die Art kommt hauptsächlich am Oberlauf des Amazonas und seinen peruanischen und ecuadorianischen Zuläufen vor. Mit der Artbezeichnung tenuis spielt Borror auf den schmalen, kleinen Hinterleib des Tieres an.

## Merkmale
Der bei den Männchen zwischen 14,5 und 16,0 Millimeter und bei den Weibchen zwischen 14,5 und 16,5 Millimeter lange, schlanke Hinterleib (Abdomen) ist bei beiden Geschlechtern schwarz, wobei die ersten Segmente einen leichten bläulichen Überzug besitzen. Bei Jungtieren ist das erste und zweite Segment gelb, mit einem Übergang ins bräunlich schwarze auf dem zweiten. Das dritte ist nochmals gelb mit einem schwarzen Kiel. Die restlichen Segmente sind bis auf seitliche, gelbe Flecken bereits schwarz. Die Hinterleibsanhänge der Männchen sind in allen Altersstufen gelb bis dunkelbraun. Der Thorax ist schwarz und weist ebenfalls einen blauen Schimmer auf. Auch hier sind Jungtiere noch gelblich mit einigen braunen Musterungen. Die schwarzen Beine besitzen auf dem Femur des hinteren Beinpaares zwischen acht und zwölf Stacheln, wobei diese zum Körper hin kleiner werden. Am Ansatz sind die Beine bei jungen Tieren gelblich. Der Kopf ist in gelben und braunen Farbtönen gefärbt. Die Flügel sind bis auf einen kleinen gelblich bis braunen Fleck an der Basis durchsichtig. Der Fleck fehlt dabei in den Vorderflügeln der Männchen. Selten sind auch die Flügelspitze leicht bräunlich angelaufen. Die Länge der Hinterflügel misst bei den männlichen Tieren zwischen 16,5 und 18,0 Millimeter; bei den weiblichen zwischen 17,5 und 18,0 Millimeter. Das Flügelmal (Pterostigma) ist um die 2,2 Millimeter groß.

## Ähnliche Arten
Der Art besonders ähnlich sind Erythrodiplax andagoya, Erythrodiplax basalis und Erythrodiplax paraguayensis. Von den ersten beiden kann E. tenuis durch die vollständige letzte Antenodalader, das nicht geaderte Flügeldreieck sowie die geringere Größe unterschieden werden. Die Trennung der Männchen ist von Erythrodiplax paraguayensis nur über die Penisstruktur möglich, die der Weibchen ist über die Farbgebung im Gesicht möglich.